# Glicil-glicin
A glicilglicin a glicin nevű aminosav dipeptidje, ily módon származtatva, a legegyszerűbb peptidnek tekinthető.
Mesterségesen elsőként Emil Fischer és Ernest Fourneau állította elő úgy, hogy 2,5-diketopiperazint (glicin anhidrid) forraltak sósavval.
Alkálilúggal történő rázatást és más szintézismódszereket is leírnak.
Kis toxicitása révén biológiai rendszerekben használható pufferként a 2,5-3,8 és 7,5-8,9 pH -tartományban, oldat formájában tárolva azonban csak mérsékelten stabil. Bonyolultabb peptidek szintézisében is felhasználják.

## Fordítás
Ez a szócikk részben vagy egészben a Glycylglycine című angol Wikipédia-szócikk fordításán alapul.  Az eredeti cikk szerkesztőit annak laptörténete sorolja fel. Ez a jelzés csupán a megfogalmazás eredetét és a szerzői jogokat jelzi, nem szolgál a cikkben szereplő információk forrásmegjelöléseként.